# Passage (Computerspiel)
Passage ist ein Computerspiel, das mit einfachen Mitteln den Lebenslauf einer Spielfigur darstellt. Der Autor Jason Rohrer sieht das Spiel als Umsetzung des Ausdrucks memento mori. Er entwickelte Passage Ende 2007 und veröffentlichte es gemeinfrei für Linux, Mac OS X und Microsoft Windows.

## Spielprinzip

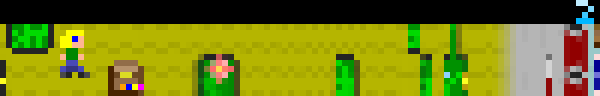
Spielverlauf von Passage

Die Präsentation des Spiels ist sehr einfach gehalten: Rainer Sigl beschreibt auf Telepolis die Grafik als an 8-Bit-Computer erinnernd. Aaron Rutkoff vom Wall Street Journal hält die Spielfigur für außerordentlich verpixelt und sieht die Musik als Hommage an frühe Atarispiele. Das Fenster, in dem das Spiel läuft, ist wesentlich breiter als höher. Das ungewöhnliche Seitenverhältnis ist als Metapher ein von Rohrer gewähltes Stilmittel.
Das Spiel läuft jeweils innerhalb von fünf Minuten ab, während der Spieler die Welt entweder im Osten oder Süden erkundet. Nach der Spielzeit stirbt die Spielfigur unweigerlich. Ein vorgegebenes Ziel existiert nicht; der Spieler erhält jedoch Punkte für erkundete Gebiete oder im Süden gefundene Schätze. Am Anfang kann der Spieler wählen, ob der Protagonist mit einer Partnerin die Umgebung erkunden soll. Die Partnerschaft verdoppelt die Punktvergabe durch die Reise, versperrt jedoch einige Wege im Süden.
Rohrer nutzt eine Reihe von Metaphern in Passage: Die Darstellung durch das Seitenverhältnis steht beispielsweise für eine Lebenslinie. Bei Spielbeginn befindet sich der Protagonist am linken Rand des Felds. Die Zukunft des Spielverlaufs liegt noch vor ihm. Während des Spielens bewegt sich die Spielfigur konstant weiter nach rechts, bis sie den Fensterrand erreicht und stirbt.

## Entwicklung
Kokoromi, ein Zusammenschluss von Spielentwicklern in Montreal, veranstaltete vom 21. August bis zum 1. November 2007 die sogenannte Gamma 256 Competition. Um an diesem Wettbewerb teilnehmen zu können, musste ein Spiel programmiert werden, dessen Auflösung maximal 256 Pixel zum Quadrat darstellt. Die acht besten Spiele präsentierte Kokoromi am 28. November in den Gebäuden der Montrealer Société des arts technologiques.

## Rezeption
Nachdem Ian Bogost vom Georgia Institute of Technology am 1. Dezember und Kotaku einen Tag später von Passage berichteten, griffen eine Reihe von Blogs und Medien das Spiel auf.
Clive Thompson schrieb auf der Website der Wired, das Bemerkenswerte an Passage sei Rohrers Verwendung der Spielmechanik als Metapher. Der Autor nutze das Wirken des Spielers, um menschliche Erlebnisse zu erforschen. Thompson bezieht sich dabei auf einen Artikel Roger Eberts: Spiele könnten generell keine Hochkultur sein, da unter anderem der Spieler in der Geschichte involviert ist. Nach Thompson liegt der künstlerische Wert Passages jedoch nicht in der dargebotenen Geschichte, sondern der Spielmechanik: „It architects your behavior: It's like being an actor in a partly ad-libbed play.“ (Es entwirft das Verhalten des Spielers: Es ist vergleichbar mit einem Schauspieler in einem teilweise improvisierten Stück.)
Rainer Sigl schreibt ebenfalls, dass Passage „die ansonsten klar definierten Grenzen zwischen Spiel und Kunst“ verwische. Weiter ließe es „die emotionale Reaktion des Spielers in den Vordergrund treten.“ Laut Aaron Rutkoff waren viele Spielerreaktionen überraschend emotional. Ein Großteil der Reaktionen bezöge sich dabei auf den Höhepunkt des Spiels: Die Gefährtin des Protagonisten stirbt und hinterlässt einen virtuellen Grabstein.
Am 29. November 2012 gab das Museum of Modern Art den Erwerb von 14 Computerspielen, darunter Passage, für eine neue Design-Dauerausstellung in den Philip Johnson Galleries ab März 2013 bekannt. In der Bekanntmachung wurden die Titel als herausragende Vertreter im Bereich des Interaktionsdesigns bezeichnet. Kriterien waren demnach neben der visuellen Qualität und der ästhetischen Erfahrung sämtliche Aspekte, die zur Gestaltung der Interaktion beitragen, etwa die Eleganz des Programmcodes oder das Design des Spielerverhaltens.